# André Knöfel
| 17821 Bölsche        | 31 marzo 1998     |
| 20512 Rothenberg     | 10 settembre 1999 |
| 20518 Rendtel        | 12 settembre 1999 |
| 20522 Yogeshwar      | 13 settembre 1999 |
| 21686 Koschny        | 11 settembre 1999 |
| 38268 Zenkert        | 9 settembre 1999  |
| 101960 Molau         | 11 settembre 1999 |
| 147595 Gojkomitić    | 14 aprile 2004    |
| 157015 Walterstraube | 25 agosto 2003    |
| 157301 Loreena       | 16 settembre 2004 |
| 163800 Richardnorton | 26 agosto 2003    |
| 208351 Sielmann      | 8 settembre 2001  |
| 243073 Freistetter   | 16 aprile 2007    |
| 365739 Peterbecker   | 15 settembre 2004 |

André Knöfel (Berlino, 30 ottobre 1963) è un astronomo tedesco.
Knöfel, di professione meteorologo, è a capo del Fireball Data Center dell'International Meteor Organization. Il Minor Planet Center gli accredita la scoperta di quattordici asteroidi, effettuate tra il 1998 e il 2007, di cui parte in collaborazione con Jens Kandler e Gerhard Lehmann.
Gli è stato dedicato l'asteroide 16438 Knöfel .